# Square Adanson
Le square Adanson est une voie située dans le quartier du Jardin-des-Plantes dans le 5e arrondissement de Paris.

## Situation et accès
Le square Adanson est accessible par la ligne de métro 7 à la station Censier – Daubenton.

## Origine du nom
Le square doit son nom au botaniste Michel Adanson (1727-1806) en raison de la proximité du Muséum national d'histoire naturelle.

## Historique
La voie est ouverte en 1899, depuis la rue Monge percée en 1859, à la suite de la couverture partielle du bief de la Photographie de l'ancienne Bièvre, ainsi dénommé à cause de la présence d'un atelier de photographie. La couverture de la rivière jusqu'à la rue de la Clef est réalisée de 1899 à 1903 mais le projet de rue est abandonné et ce tronçon reste en impasse.
L'« impasse de la Photographie » prend son nom actuel en 1962.
Le mur au bord de l'entrée du garage souterrain au fond l'impasse est construit au milieu du lit de la rivière lors de sa couverture pour délimiter les propriétés riveraines, où se trouve le bâtiment d'une ancienne fabrique et, au-delà, celui d'une ancienne mégisserie.

Mur sur l'ancienne Bièvre et anciens bâtiments industriels
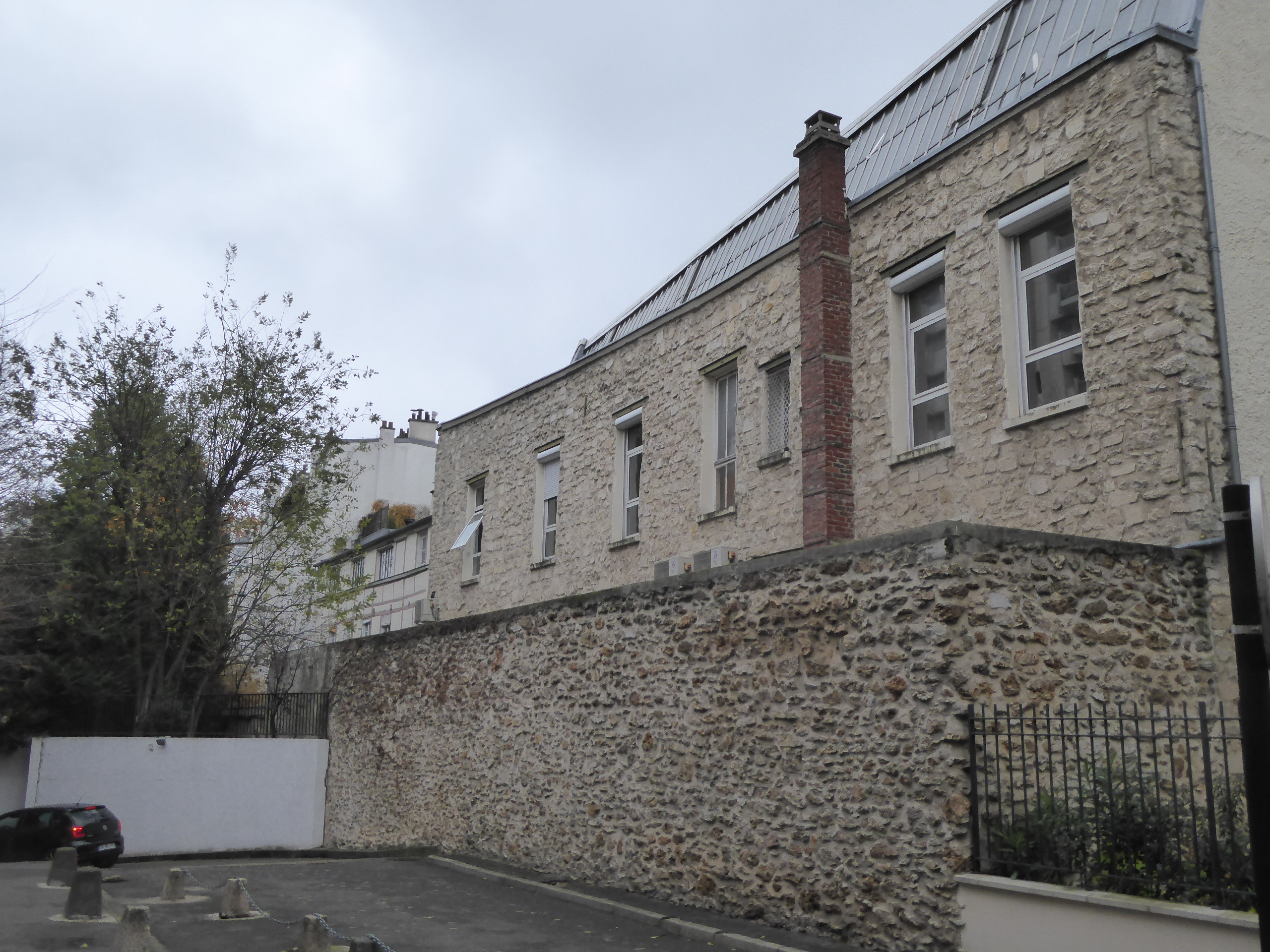
Mur et ancienne fabrique.
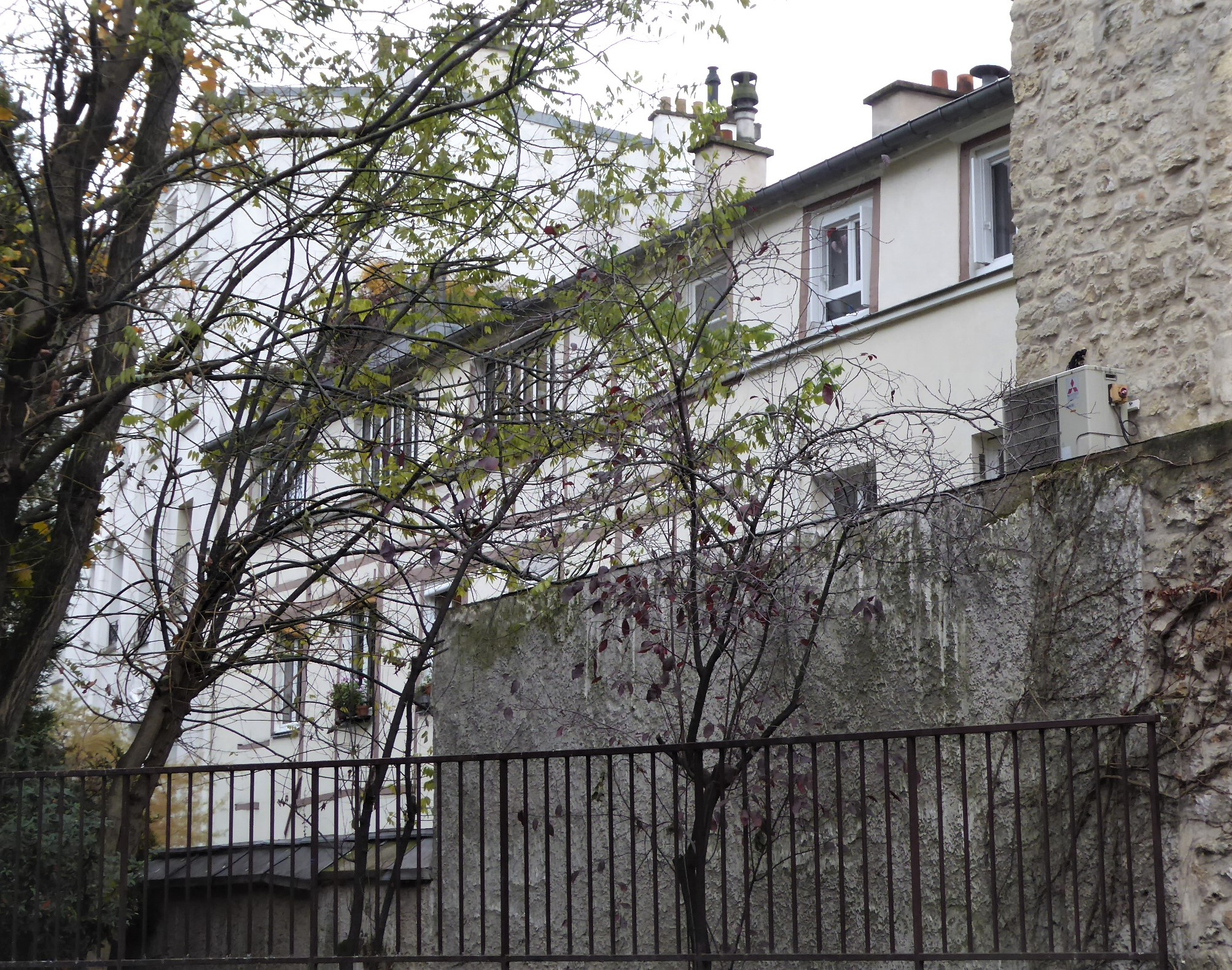
Ancienne mégisserie.

Dans la nuit du 7 décembre 1979, trois policiers tentent d'intercepter deux malfaiteurs parmi lesquels Philippe Maurice. La poursuite se termine au fond du square et se solde par la mort de deux des policiers et de l'un des malfrats.